# Babilon (województwo mazowieckie)
Babilon – wieś sołecka w Polsce położona w województwie mazowieckim, w powiecie lipskim, w gminie Lipsko.
Wierni kościoła rzymskokatolickiego należą do parafii Świętej Trójcy w Lipsku.
W latach 1975–1998 miejscowość administracyjnie należała do województwa radomskiego.